# Cruciféraire

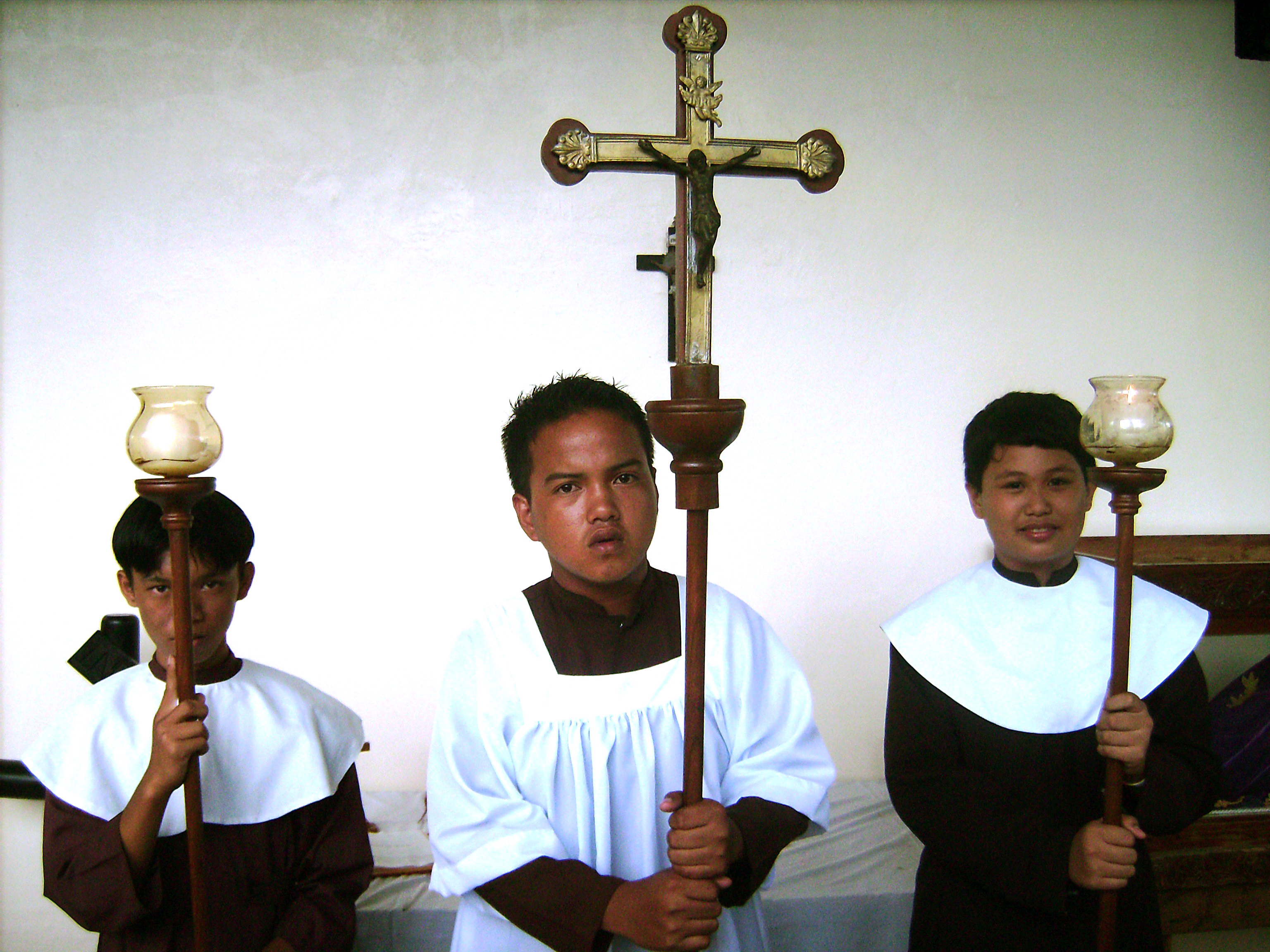
Cruciféraire encadré par deux céroféraires.

Le cruciféraire, appelé aussi porte-croix, est le servant d'autel qui porte la croix de procession avec le crucifix tourné vers l'avant.
Lors de la procession de la liturgie de l'ouverture, il suit le thuriféraire qui porte l'encensoir purificateur. Devant l'autel, il fait une inclination de la tête à la place de la génuflexion et dépose la croix sur le repose-croix prévu à cet effet. Pendant la liturgie d'envoi, il se place devant le thuriféraire, l'église n'ayant plus besoin d'être purifiée.